# Associazione Internazionale di Studi Patristici
L'Associazione Internazionale di Studi Patristici (acronimi AIEP - IAPS) è stata fondata a Parigi nel 1965 da accademici che si dedicano agli studi patristici, cioè alla ricerca sulla letteratura dei Padri della Chiesa e sul cristianesimo antico.

## Origine
L'idea dell'Associazione è nata durante la Quarta Conferenza Internazionale sugli Studi Patristici, tenutasi a Oxford nell'estate del 1963, e l'Associazione è sorta due anni dopo, su iniziativa del Professor Michele Pellegrino della Pontificia facoltà teologica di Torino e di molti altri partecipanti alla conferenza di Oxford. Durante un incontro, che ha riunito numerosi studiosi patristici di vari paesi europei a Parigi il 26 giugno 1965, i partecipanti hanno fondato l'Associazione, preparato il progetto di statuto e nominato un Comitato Esecutivo.

## Attività dell'Associazione
L'Associazione promuove e rilancia la ricerca patristica e fornisce un forum per i contatti internazionali. A questo scopo, i corrispondenti nazionali stanno raccogliendo dati completi su tutti i progetti di ricerca patristica che operano nei loro rispettivi paesi.
L'associazione pubblica un bollettino annuale e un annuario biennale.

## Presidenti
Presidenti dell'Associazione dalla fondazione:
- 1965-1971 - Henri-Irénée Marrou;
- 1971-1975 - Henry Chadwick;
- 1975-1978 - Willem C. Van Unnik;
- 1978-1983 - Franco Bolgiani;
- 1987-1991 - Adolf Martin Ritter;
- 1991-1995 - Robert Austin Markus;
- 1995-1999 - Yves-Marie Duval;
- 1999-2003 - Angelo Di Berardino;
- 2003-2007 - Pauline Allen;
- 2007-2011 - Carol Harrison;
- 2011 - 2019 Theodore de Bruyn;
- Dal 2019: Patricia Ciner.